# Stefano Gobbi
Stefano Gobbi (ur. 22 marca 1930 w Dongo, zm. 29 czerwca 2011 w Mediolanie) – włoski ksiądz katolicki, mistyk, założyciel Kapłańskiego Ruchu Maryjnego. Sługa Boży Kościoła katolickiego.

## Biografia
Urodził się w 1930 roku w prowincji Como we Włoszech. W 1964 roku został wyświęcony na kapłana. Uzyskał doktorat świętej teologii na Uniwersytecie Papieskim w Rzymie. 
8 maja 1972 roku odbył pielgrzymkę do Fatimy w Portugalii, gdzie modlił się w sanktuarium Matki Bożej Fatimskiej. Według jego relacji otrzymał wtedy od Matki Bożej natchnienie do założenia Kapłańskiego Ruchu Maryjnego, który duchowo wzmocniłby kapłanów. 
13 października 1972 roku, w pięćdziesiątą piątą rocznicę objawień Matki Bożej Fatimskiej wraz z dwoma innymi księżmi utworzył Kapłański Ruch Maryjny w kościele w Gera Lario we Włoszech.
Kapłański Ruch Maryjny szybko wzrastał liczebnie. Do września 1973 roku liczył ponad 80 księży. Wtedy też odbyło się pierwsze zgromadzenie w San Vittorino, niedaleko Rzymu. W 1974 roku ksiądz Gobbi zaczął organizować Wieczerniki (grupy modlitewne) we Włoszech dla kapłanów i świeckich, a później organizował Wieczerniki na całym świecie. Podczas tych wieczorów katolicy są wezwani do modlitwy do Jezusa przez Najświętszą Maryję Pannę. Kapłański Ruch Maryjny ma obecnie siedzibę w Mediolanie we Włoszech, z oddziałami na całym świecie. Liczy około 65 tys. kapłanów ze wszystkich kontynentów, należy do niego także kilka milionów ludzi świeckich. 
Stefano Gobbi utrzymywał, że w latach 1973-1997 otrzymał serię objawień od Matki Bożej. Objawienia miały wyraźny apokaliptyczny charakter. Ksiądz Stefano spisał je i opublikował pod tytułem: Do Kapłanów, umiłowanych synów Matki Bożej (Ai sacerdoti, figli prediletti della Madonna).
Ksiądz Stefano Gobbi zmarł 29 czerwca 2011 po przebytym zawale serca.
Do tej pory Święta Kongregacja ds. Doktryny Wiary nie zajęła oficjalnego stanowiska w sprawie autentyczności wewnętrznych objawień ojca Gobbi.
W 2024 r. sprawę beatyfikacji i kanonizacji Stefano Gobbiego przedstawił kardynał Oscar Cantoni, biskup Como. Papież Franciszek ogłosił Gobbi Sługą Bożym.